# 456378 Akashikaikyo
456378 Akashikaikyo è un asteroide della fascia principale. Scoperto nel 2006, presenta un'orbita caratterizzata da un semiasse maggiore pari a 2,5586553 au e da un'eccentricità di 0,2075991, inclinata di 12,67412° rispetto all'eclittica.